# 安陵國
安陵国，是战国时期的一个小国（今在河南省鄢陵县西北），原是魏国的附庸，《战国策·楚策》唐雎不辱使命即讲述安陵国与秦国的故事。